# Helina lasiosterna
Helina lasiosterna este o specie de muște din genul Helina, familia Muscidae, descrisă de John Otterbein Snyder în anul 1941. Conform Catalogue of Life specia Helina lasiosterna nu are subspecii cunoscute.